# Império Merínida
Império Merínida foi um Estado berbere (amazigue) do Magrebe criado pelos merínidas ou Benamerim (em berbere: Imrinen; em árabe: المرينيون; romaniz.: al-Marīniūn) em substituição do Califado Almóada nos séculos XIII-XV. Os merínidas eram uma tribo dos zenetas que historicamente foram aliados do Califado de Córdova. Em 1248, Abu Iáia Abu Becre (r. 1244–1256) tomou Fez e a tornou a capital merínida. Em 1269, Abu Iúçufe Iacube (r. 1256–1286) derrotou o último almóada e tomou Marraquexe, com a sua dinastia desde então dominando todo o Magrebe Ocidental (atual Marrocos).
Até meados do século XIV, conduziram a jiade na Hispânia (Alandalus) que, embora não tendo recuperado quaisquer territórios perdidos na Reconquista (718–1492), ajudaram a consolidar o Reino Nacérida de Granada e expandir as fronteiras do Estado em áreas do extinto Califado Almóada no norte da África. Alboácem Ali ibne Otomão (r. 1331–1348) conseguiu capturar Tremecém dos ziânidas em 1337, mas nem ele nem seu sucessor Abu Inane Faris tomaram o Reino Haféssida da Ifríquia. As campanhas esgotaram os recursos do Império Merínida e o Estado entrou em anarquia. Um ramo colateral da dinastia, os oatácidas, fundaram seu próprio sultanato em 1465 e que existiu até 1548.